# Pakistan aux Jeux olympiques d'été de 2008
Le Pakistan participe aux Jeux olympiques d'été de 2008 à Pékin.

## Liste des médaillés

### Médailles d'or
| Sport            | Discipline | Sportifs | Performance |
| Médailles d'or : |            |          |             |

### Médailles d'argent
| Sport                | Discipline | Sportifs | Performance |
| Médailles d'argent : |            |          |             |

### Médailles de bronze
| Sport                 | Discipline | Sportifs | Performance |
| Médailles de bronze : |            |          |             |

## Athlètes engagés

### Athlétisme

#### Hommes
| Épreuve          | Athlète      | Séries   | Séries | Quarts de finale | Quarts de finale | Demi-finales | Demi-finales | Finale   | Finale |
| Épreuve          | Athlète      | Résultat | Rang   | Résultat         | Rang             | Résultat     | Rang         | Résultat | Rang   |
| ---------------- | ------------ | -------- | ------ | ---------------- | ---------------- | ------------ | ------------ | -------- | ------ |
| 110 mètres haies | Abdul Rashid | 14.52    | 8e     | -                | -                | -            | -            | -        | -      |

#### Femmes
| Épreuve    | Athlète        | Séries   | Séries | Quarts de finale | Quarts de finale | Demi-finales | Demi-finales | Finale   | Finale |
| Épreuve    | Athlète        | Résultat | Rang   | Résultat         | Rang             | Résultat     | Rang         | Résultat | Rang   |
| ---------- | -------------- | -------- | ------ | ---------------- | ---------------- | ------------ | ------------ | -------- | ------ |
| 100 mètres | Sadaf Siddiqui | 12.41    | 7e     | -                | -                | -            | -            | -        | -      |